# 阿拉镇
阿拉镇是葡萄牙布拉干萨区的一个堂区。总面积26.52平方公里，总人口359人，人口密度13.5人/平方公里。